# Mou-nyamy Corona
La Mou-nyamy Corona è una struttura geologica della superficie di Venere.